# Валя-Маре-Братія
Валя-Маре-Братія (рум. Valea Mare-Bratia) — село у повіті Арджеш в Румунії. Входить до складу комуни Белілешть.
Село розташоване на відстані 114 км на північний захід від Бухареста, 24 км на північ від Пітешть, 122 км на північний схід від Крайови, 82 км на південний захід від Брашова.

## Населення
За даними перепису населення 2002 року у селі проживали 674 особи. Рідною мовою 671 особа (99,6%) назвала румунську.
Національний склад населення села:
| Національність | Кількість осіб | Відсоток |
| -------------- | -------------- | -------- |
| румуни         | 659            | 97,8%    |
| цигани         | 12             | 1,8%     |